# 虹のお祭り広場
『虹のお祭り広場』（にじのおまつりひろば）は、1970年4月2日から同年6月25日までTBS系列局で放送されていたTBS製作のバラエティ番組である。全13回。放送時間は毎週木曜 21:00 - 21:30 （日本標準時）。

## 概要
沢田研二をはじめとするレギュラー陣がギャグやコントを紹介し、音楽を聞かせていた番組。ホームドラマの形式で行われていたのが特徴で、レギュラーメンバーの藤岡琢也が父親役、沢田とちあきなおみが藤岡の息子役と娘役を務めていた。

## 出演者
- 沢田研二（当時ザ・タイガース） - 司会。長男役で出演。
- 藤岡琢也 - 前番組『みんなでヨイショ』からの継続出演者。父親役で出演。
- ちあきなおみ - 長女役で出演。